# Suggs (cantante)
Suggs, pseudonimo di Graham McPherson (Hastings, 13 gennaio 1961), è un cantante e attore britannico, leader del gruppo 2 tone ska Madness.

## Biografia
Nel 1995, ha pubblicato l'album solista The Lone Ranger. Il disco è stato pubblicato dalla Warner Music Group ed è stato coprodotto da Suggs con Mike Barson e Sly & Robbie. L'album contiene le cover di I'm Only Sleeping dei Beatles e di Cecilia di Simon & Garfunkel.
Nel 1998, ha pubblicato il suo secondo album da solista, intitolato The Three Pyramids Club. A questo album hanno partecipato gli artisti reggae General Levy e Rico Rodriguez.
Nel periodo 1989-1990, Suggs ha collaborato con Morrissey, contribuendo alla realizzazione dei singoli Piccadilly Palare e Sing Your Life. Nei primi anni 2000 ha inoltre lavorato con Jools Holland.
Al cinema lo si è visto in Due metri di allergia (1989) e The Edge of Love (2008). Per questo secondo film ha anche cantato un brano della colonna sonora. Ha poi lavorato in televisione comparendo nei programmi A Question of Pop (2000-2001) e Night Fever (1997-2002). Ha inoltre trasmesso nella radio Virgin Radio.

## Discografia parziale

### Discografia solista

#### Album
- 1995 - The Lone Ranger
- 1998 - The Three Pyramids Club
- 2007 - The Platinum Collection